# Kīngitanga

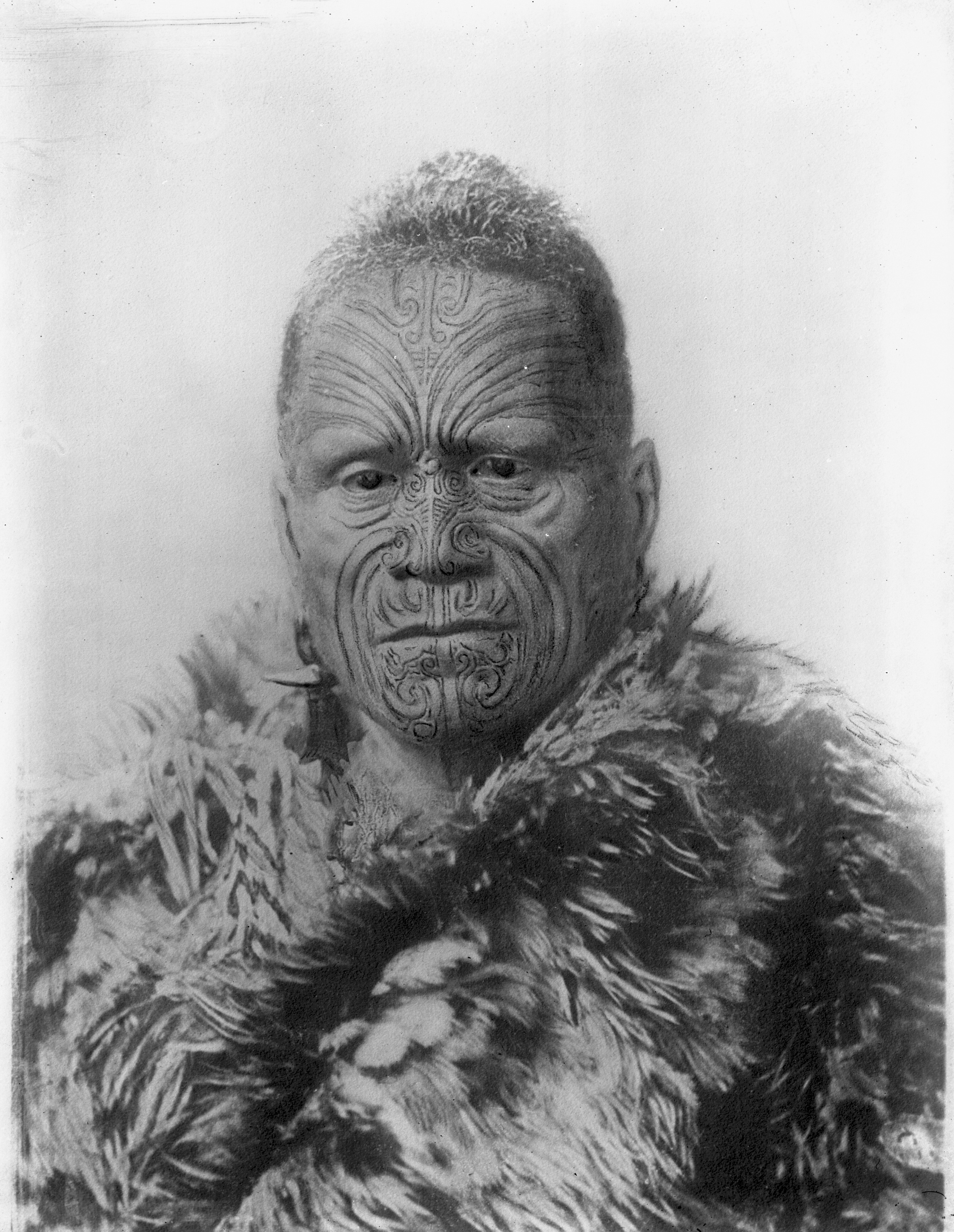
Tāwhiao, zweiter König der Maori (1860–1894)

Als Kīngitanga (māori) oder Māori King Movement (englisch) − in der Alltagssprache meist nur King Movement − wird die politisch-gesellschaftliche Bewegung der indigenen Bewohner Neuseelands, der Māori, bezeichnet, die zur Bildung einer repräsentativen Monarchie führte. Das Hauptziel der auf die 1850er-Jahre zurückgehende Bewegung konzentriert sich auf die symbolische Vertretung aller Māori-Stämme durch einen einzigen Monarchen, um infolgedessen auf gleicher Augenhöhe mit dem Vereinigten Königreich verhandeln zu können.
Auf staatlicher Ebene hat der Māori-König keine Macht, er verkörpert vielmehr eine symbolische Rolle der Einheit unter den Ureinwohnern des Landes und besitzt ein hohes Maß an Mana. Seit der Einführung des ersten Māori-Königs (Pōtatau Te Wherowhero) im Jahr 1859 hatten bis zum Jahr 2024 insgesamt sieben Personen dieses symbolische Amt inne. Nach dem Tod des Königs Tuheitia Paki wurde seine Tochter Ngā Wai Hono i te Pō zu seiner Nachfolgerin bestimmt. Sitz der Monarchen ist das Tūrangawaewae-Marae in Ngaruawahia nahe Hamilton in der Region Waikato auf der Nordinsel Neuseelands.

## Geschichte der Bewegung
Ihren Ursprung hat die Bewegung in den frühen 1850er-Jahren. Damals versuchte die Bewegung den fortwährenden Verlust an Ländereien an die britische Regierung und die Kolonisten zu unterbinden beziehungsweise zumindest einzuschränken. Den Anstoß zur Errichtung einer Monarchie gab der Sohn von Te Rauparaha nach einem Treffen mit Königin Victoria im Jahr 1852. Man glaubte, mit den Engländern auf Augenhöhe verhandeln zu können, wenn man über ein gemeinsames, alle Māori vertretendes Oberhaupt verfüge. Außerdem sollte eine Monarchie helfen, Recht und Gesetz im damaligen Neuseeland herzustellen und erstmals Einheit unter den Māori-Stämmen auf allen Inseln zu schaffen.
Der Cousin von Te Rauparaha versuchte daraufhin vergeblich, zahlreiche Māori-Anführer zu überzeugen, ihn zu ihrem König auszurufen. Der schon etwas ältere Pōtatau Te Wherowhero, Anführer des Ngāti-Maniapoto-Stammes sprach sich zwar zu Beginn gegen einen König aus, ließ sich aber im Folgenden − besonders wegen der Unterstützung aus seinem eigenen Stamm − davon überzeugen, das Amt zu übernehmen und wurde bei einem Treffen zahlreicher Māori-Anführer im April 1857 in Pukawa am Lake Taupō zum König erklärt. Die offiziellen Feierlichkeiten zur Amtseinführung fanden ein Jahr später in Ngaruawahia statt. In den folgenden Jahren weitete sich der Einfluss der Königsbewegung auf große Teile der Nordinsel des Pazifikstaates aus.
Nach der Pattsituation, die nach dem Ersten Taranaki-Krieg von 1861 entstand, traf der damalige Gouverneur Thomas Gore-Browne Vorbereitungen für eine Invasion in die „abtrünnige“ Gegend um Waikato. Potatau bemühte sich, mit der britischen Regierung zusammenzuarbeiten, die Gegner in den eigenen Reihen wurden aber immer mehr. Die beiden Gruppen standen sich bald darauf verfeindet gegenüber und zwischen 1863 und 1864 flammten Kämpfe unter den Māori auf. Zu dieser Zeit war Potatau bereits tot und im Jahr 1860 übernahm sein Sohn Tāwhiao das Amt des Königs. Unter Berufung auf den 1840 unterzeichneten Vertrags von Waitangi versuchte er im Jahr 1884, Königin Victoria eine Petition vorzulegen, die vorsah, ein eigenes Māori-Parlament in Neuseeland zu schaffen. Sein Wunsch, die Königin zu treffen, wurde zurückgewiesen und er trat stattdessen dem damaligen Vorsitzenden des Colonial Office, Edward Henry Stanley, 15. Earl of Derby gegenüber. Dieser übergab die Bitte jedoch an das neuseeländische Parlament, wo sie verworfen wurde.
1914 besuchte Te Rata Mahuta Großbritannien, um die Maori zu repräsentieren und auf den Bruch des Vertrages von Waitangi hinzuweisen. Er wurde von König Georg V. empfangen, aber auf die neuseeländische Regierung verwiesen, die ihm politisch aber nicht entgegenkam.
Nach der Gründung des Tainui Māori Trust Board im Jahr 1946 wurden König Koroki Mahuta staatliche Zuschüsse zur Deckung der Kosten seiner Regentschaft gewährt. Eine Einladung zum Besuch seiner Residenz in Tūrangawaewae, die erstmals 1952 von Prinzessin Te Puea ausgesprochen wurde, wurde 1953 erneut an Königin Elisabeth II. herangetragen. Nach schwierigen Verhandlungen, die teilweise in letzter Minute geführt wurden, fand am 30. Dezember 1953 ein Kurzbesuch statt.
Am 23. Mai 1966 bestieg mit Te Atairangikaahu erstmals eine Frau den Thron der Māori. Sie wurde 1970 als erste Māori überhaupt von Königin Elisabeth II. zur Dame ernannt und erhielt 1987, ebenfalls als erste Māori, den Order of New Zealand.

## Nachfolge
Das Amt des Māori-Königs ist de jure nicht erblich. Am Tag der Beerdigungsfeierlichkeiten des vorangegangenen Monarchen bestimmen die Anführer der an der Kīngitanga-Bewegung beteiligten Stämme einen neuen König. Bis jetzt (2024) waren jedoch alle Monarchen Nachkommen des ersten Māori-Königs und jeweils Sohn oder Tochter des verstorbenen Herrschers.

## Auflistung der Königinnen und Könige der Māori
- 1856–1860: Pōtatau Te Wherowhero
- 1860–1894: Tāwhiao
- 1894–1912: Mahuta Tawhiao
- 1912–1933: Te Rata Mahuta
- 1933–1966: Koroki Mahuta
- 1966–2006: Te Atairangikaahu
- 2006–2024: Tuheitia Paki
- 2024–2000: Ngā Wai Hono i te Pō